# 24 de desembre
El 24 de desembre és el tres-cents cinquanta-vuitè dia de l'any del calendari gregorià i el tres-cents cinquanta-novè en els anys de traspàs. Queden 7 dies per a finalitzar l'any.

## Esdeveniments
Països Catalans
- 1350 - Sant Cugat del Vallès: l'abat Ramon Arnau de Biure és assassinat al monestir de Sant Cugat del Vallès durant la missa del gall.
- 1899 - Barcelona: el Futbol Club Barcelona derrota el Català FC per 3 a 1 al velòdrom de la Bonanova i guanya el seu primer partit.
- 1985 - Constantí: Els Pets fa el seu primer concert a l'Ateneu Llentisclell.[1]

Resta del món
- 1500 - Cefalònia (Imperi Otomà): Victòria sobre els turcs de Gonzalo Fernández de Córdoba, l'anomenat el Gran Capità.
- 1680: el Marroc i els Països Baixos signen una aliança per fomentar la pirateria contra les costes i naus de la monarquia hispànica.
- 1836 - Erandio (Gran Bilbao, País Basc): els liberals de Baldomero Espartero vencen la batalla de Luchana durant la Primera Guerra Carlina.
- 1865 - Pulaski (EUA): el general Nathan Bedfortd Forrest, amb altres veterans confederats, funda el Ku Klux Klan.
- 1914 - Primera Guerra Mundial: els soldats aliats i alemanys estableixen una "treva de Nadal" no oficial al front occidental.
- 1951 - Regne de Líbia:[2] Líbia declara la seva independència.
- 1968: l'Apollo 8 esdevé la primera nau tripulada que surt del camp gravitacional terrestre i els seus tripulants esdevenen els primers humans que orbiten al voltant de la Lluna.
- 1979 - Afganistan: la Unió Soviètica envaeix el país.
- 2010: el govern espanyol presenta un recurs d'inconstitucionalitat al Tribunal Constitucional contra la llei de consultes catalana.

## Naixements
Països Catalans
- 1825 - Molins de Rei: Gabriel Batllevell i Tort, mestre d'obres català, pare de l'arquitecte modernista Juli Batllevell.
- 1829 - Oriola, el Baix Segura: José Rogel Soriano, compositor valencià de sarsuela.
- 1836 - Oriola, el Baix Segura: Joaquim Agrasot Juan, pintor valencià.
- 1872 - Valladolid: Nativitat Yarza, primera alcaldessa a Catalunya i a Espanya elegida democràticament (m. 1960).
- 1887 - València: Lucrezia Bori, cèlebre cantant valenciana d'òpera - soprano lírica.
- 1888 - Valls, Alt Camp: Cèsar Martinell i Brunet, arquitecte català, a cavall entre el Modernisme i el Noucentisme.
- 1928 - Súria, Bages: Salvador Reguant i Serra, geòleg i estratígraf català.
- 1929 - Figueres, Alt Empordà: Mercè Huerta i Busquets, pintora catalana (m. 2015).[3]
- 1946 - Barcelona: Antonia Santiago, més coneguda com La Chana, és una ballarina de flamenc catalana.[4]
- 1955 - Barcelona: Maria Núria Buenaventura, mestra i política catalana, ha estat diputada al Congrés dels Diputats.[5]

Resta del món
- 1166 - Oxford, Anglaterra: Joan sense Terra, rei d'Anglaterra des del 6 d'abril de 1199 fins a la seva mort.
- 1389 - Château de l'Hermine, Vannes: Joan l'Anglòfil, duc de Bretanya entre 1439 i 1442.
- 1731 - Bernaː Julie Bondeli, salonnière i dona de lletres suïssa.[6]
- 1796 - Morges, Cantó de Vaud, Suïssa: Cecilia Böhl de Faber, Fernán Caballero, novel·lista d'origen suís establerta a Espanya.[7]
- 1819 - Galdames (Biscaia): Antonio de Trueba, escriptor espanyol (m. 1889).
- 1837 - 
  - Múnic: Elisabet de Baviera, coneguda com a Sissi, emperadriu austrohongaresa (m. 1898).[8]
  - Bellagio (Itàlia): Còsima Wagner, segona dona de Richard Wagner, mantenidora del Festival de Bayreuth (m. 1930).[9]
- 1843 - Vändra, Estònia: Lydia Koidula, poeta i dramaturga estoniana considerada la precursora del teatre del seu país (m. 1886).[10]
- 1869 - Noordwijk, Països Baixos: Henriette Roland Holst, poetessa i política comunista de consells neerlandesa (m. 1952).
- 1872 - Valladolid, Castella: Natividad Yarza Planas, la primera alcaldessa a Catalunya i a Espanya elegida democràticament a les eleccions de gener del 1934 (m. 1960).[11]
- 1886 - Budapest, Imperi Austrohongarès: Michael Curtiz, de nom real Mihály Kertész, director de cinema estatunidenc d'origen hongarès, que va dirigir Casablanca (m. 1962).
- 1905 - Humble, Texas (EUA): Howard Hughes, magnat, aviador i enginyer estatunidenc (m. 1976).
- 1922:
  - Brogden, Carolina del Nord: Ava Gardner, actriu nord-americana (m. 1990).[12]
  - Biržai (Lituània): Jonas Mekas, cineasta lituà que desenvolupà la seva carrera als Estats Units (m. 2019).[13]
- 1931- Buenos Aires, Argentina: Mauricio Kagel, compositor argentí (m. 2008).[14]
- 1945 - Stoke-on-Trent, Anglaterra: Lemmy Kilmister, cantant i baixista anglès, conegut per ser membre fundador del grup de heavy metal Motörhead (m. 2015).
- 1948 - Bona, Algèria francesa: Edwige Fenech, actriu i productora italiana.[15]
- 1952 - Jurva, Finlàndia: Hilkka Riihivuori, esquiadora de fons finlandesa.[16]
- 1969 - Londres, Anglaterra: Ed Miliband, polític laborista britànic.
- 1973 - Hartford, Connecticut, Estats Units: Stephanie Morgan, més coneguda com a Stephenie Meyer, és una escriptora estatunidenca.
- 1975 - Moscou, Unió de Repúbliques Socialistes Soviètiques: Maria Zakharova, diplomàtica i periodista russa directora del Departament d'Informació i Premsa del Ministeri d'Afers Exteriors de Rússia des del 2015.

## Necrològiques
Països Catalans
- 1608 - Barcelona: Àngela Margarida Prat, Àngela Serafina, religiosa catalana (m. 1543).
- 1816 - Las Lagunas, Mèxic: Manuel Tolsà, arquitecte i escultor neoclàssic valencià.
- 1822 - Prats de Lluçanès: Francesc Mirambell i Giol, religiós, lexicògraf, historiador i acadèmic.
- 1887 - Viladomiu Vell: Tomàs Viladomiu i Bertran, industrial i fundador de les colònies Viladomiu Vell i Viladomiu Nou.
- 1898 - París: Elena Sanz Martínez d'Arrizala, mezzosoprano valenciana, amant del rei Alfons XII.[17]
- 1961 - Ciutat de Mèxic: Lluís Nicolau i d'Olwer, polític i escriptor català (n. 1888).
- 1966 - Madrid, Espanya: Gaspar Cassadó i Moreu fou un violoncel·lista i compositor.
- 1985 - Barcelona: Roser Matheu i Sadó, poeta i biògrafa catalana (n. 1892).[18]
- 1986 - València: Empar Navarro i Giner, mestra i política valenciana (n. 1900).[19]
- 1991 - Barcelona: Maria Àngels Cardona i Florit, biòloga, ecologista i botànica menorquina (n. 1940).[20]
- 2007 - Palma, Mallorca: Antònia Buades Vallespir –Madò Buades–, cantadora i folklorista mallorquina (n. 1911).[21]

Resta del món
- 734 - Trèveris, Renània: Adela de Pfalzel, fundadora i primera abadessa del monestir de Pfalzel, santa per l'església catòlica.[22]
- 1317 - Joinville? (França): Jean de Joinville, cronista francès (n. 1224).
- 1473 - Cracòvia (Polònia): Joan de Kęty, prevere, teòleg i escolàstic polonès, venerat com a sant per l'Església catòlica (n. 1390).[23]
- 1524 - Kochi (Índia): Vasco da Gama, navegant i aventurer portuguès, el primer europeu que va arribar a l'Índia navegant a través del cap de Bona Esperança (n. 1469).[24]
- 1872 - Glasgow, Escòcia: William John Macquorn Rankine, enginyer i físic escocès (n. 1820).
- 1914 - Los Angeles, Califòrnia, Estats Units: John Muir, escriptor estatunidenc nascut a Escòcia, que va ser un dels primers naturalistes moderns (n. 1838).
- 1921 - París: Teresa Wilms Montt, escriptora xilena (n. 1893).[25]
- 1929 - Madrid: Alice Pestana, escriptora i humanista portuguesa, pedagoga i feminista.[26]
- 1935 - Viena, Àustria: Alban Berg, compositor austríac (n. 1885).[27]
- 1945 - Milà: Adelina Stehle, soprano operística austríaca (n. 1860).[28]
- 1980 - Hamburg, Alemanya: Karl Dönitz, militar alemany, Comandant en Cap de la Marina de Guerra Alemanya durant la segona Guerra Mundial (n. 1891).
- 1982 - París (França): Louis Aragon, poeta i novel·lista francès (n. 1897)
- 1992 - Brussel·les, Bèlgica: Peyo, dibuixant de còmics entre d'altres els barrufets.
- 1994 - New Haven, Connecticut (EUA): John Boswell, historiador i filòleg estatunidenc (n. 1947).
- 1997 - Mitaka, Tòquio (Japó): Toshirō Mifune, actor japonès, conegut especialment pels seus papers en les obres mestres d'Akira Kurosawa i Hiroshi Inagaki (n. 1920).
- 1999 - Buenos Aires, Argentina: Grete Stern, dissenyadora i fotògrafa alemanya-argentina, alumna de la Bauhaus (n.1904).[29]
- 2008 -
  - Londres - Anglaterra: Harold Pinter, dramaturg anglès, Premi Nobel de Literatura el 2005.
  - Departament de Tolima: Colòmbia: Englio Gaona Ospina, guerriller colombià, militant de les FARC.
  - Martha's Vineyard, EUA: Samuel Huntington, politòleg estatunidenc.
- 2010 - Tallinn, Estònia: Eino Tamberg, compositor estonià (n. 1930).

## Festes i commemoracions
- És la Nit de Nadal: és el dia tradicional de fer cagar el tió, al vespre. Se celebra la Missa del Gall.
- Celebració de la Fia-Faia a Bagà i a Sant Julià de Cerdanyola, en commemoració del solstici d'hivern.
- Santoral: sants Adam i Eva, primers pares; Delfí de Bordeus, bisbe; Adela de Pfalzel, abadessa; Irmina d'Oeren, abadessa; beata Paola Elisabetta Cerioli, fundadora; venerable Àngela Margarida Prat, vídua i religiosa.